# Дмитриј Лосков
Дмитриј Лосков (енгл. Dmitri Vyacheslavovich Loskov; 12. фебруар 1974) руски је фудбалски тренер и бивши играч. Тренутни је менаџер Локомотиве Москве.
Бивши везни играч, често је сматран за најбољег руског плејмејкера, касних 1990-их и почетком 2000-их, заједно са Јегором Титовом из Спартака Москва. Такође је познати нападач.
Лосков је једини фудбалер који је играо у свих, 21, руских сезона од распада Совјетског Савеза 1991. године, при чему је 20 тих сезона било у премијер лиги.

## Kлупске каријере

### Ростов
Похађао је фудбалску школу Торпедо у Кургану 1983. Прешао је у фудбалску школу Ростов на Дону 1990. године, а потписао је уговор са Ростовом 1991. године. Постао је значајан везни играч. Локомотива из Москве је показала интересовање за њега. Почетком 1996. потписали су уговор. Међутим, Лосков је одлучио да проведе још годину дана у клубу Ростов.

### Локомотива Москва
Године 1997. Лосков је прешао у Локомотиву Москва. Са клубом је постигао значајан успех, освојивши два купа и две премијер лиге. За Локомотиву јеодиграо преко 200 лигашких утакмица, постигавши 100 голова у премијер лиги, а капитен клуба је од 2006. Његова игра је привлачила интересовања водећих европских клубова попут Монака и Тотенхема хотспера. У Европи је Локомотива два пута стизала до полуфинала Куп победника купова (1997—98 и 1998—99) и другог кола УЕФА Лига шампиона (2003—04). 

### Сатурн Раменскоје
Године 2007. Лосков је напустио Локомотиву и прешао у Сатурн Раменскоје, због сукоба са менаџером Анатолијем Бишоветсом.

### Повратак у Локомотиву
Локов се вратио у Локомотиву 27. јула 2010.
Поново је потписао уговор са овим клубом 24. фебруара 2017. За њега је играо до краја сезоне премијер лиге 2016—17. Опроштајни меч је одиграо као капитен 13. маја 2017. године, против Оренбурга.

## Статистикe
Од 6. марта 2019. године
| Клуб              | Сезона          | Лига   | Лига   | Kуп    | Kуп    | Остало | Остало | УЕФА   | УЕФА   | Укупно | Укупно |
| Клуб              | Сезона          | Наступ | Голови | Наступ | Голови | Наступ | Голови | Наступ | Голови | Наступ | Голови |
| ----------------- | --------------- | ------ | ------ | ------ | ------ | ------ | ------ | ------ | ------ | ------ | ------ |
| Ростов            | 1991            | 2      | 0      | 0      | 0      | -      | -      | -      | -      | 2      | 0      |
| Ростов            | 1992            | 6      | 0      | 1      | 0      | -      | -      | -      | -      | 7      | 0      |
| Ростов            | 1993            | 18     | 1      | 2      | 0      | -      | -      | -      | -      | 20     | 1      |
| Ростов            | 1994            | 37     | 11     | 3      | 1      | -      | -      | -      | -      | 40     | 12     |
| Ростов            | 1995            | 27     | 5      | 1      | 0      | -      | -      | -      | -      | 28     | 5      |
| Ростов            | 1996            | 27     | 8      | 1      | 0      | -      | -      | -      | -      | 28     | 8      |
| Ростов            | Укупно          | 117    | 25     | 8      | 1      | 0      | 0      | 0      | 0      | 125    | 26     |
| Локомотива Москва | 1997            | 23     | 6      | 0      | 0      | -      | -      | 4      | 2      | 27     | 8      |
| Локомотива Москва | 1998            | 18     | 4      | 3      | 0      | -      | -      | 6      | 0      | 27     | 4      |
| Локомотива Москва | 1999            | 28     | 14     | 2      | 0      | -      | -      | 10     | 3      | 40     | 18     |
| Локомотива Москва | 2000            | 26     | 15     | 4      | 4      | -      | -      | 3      | 1      | 33     | 20     |
| Локомотива Москва | 2001            | 29     | 12     | 4      | 1      | -      | -      | 10     | 0      | 43     | 13     |
| Локомотива Москва | 2002            | 30     | 7      | 0      | 0      | -      | -      | 9      | 3      | 39     | 10     |
| Локомотива Москва | 2003            | 30     | 14     | 2      | 2      | 1      | 0      | 11     | 2      | 44     | 18     |
| Локомотива Москва | 2004            | 30     | 4      | 6      | 1      | -      | -      | 2      | 0      | 38     | 5      |
| Локомотива Москва | 2005            | 22     | 6      | 0      | 0      | 1      | 1      | 3      | 5      | 26     | 12     |
| Локомотива Москва | 2006            | 29     | 13     | 3      | 3      | -      | -      | 4      | 1      | 36     | 17     |
| Локомотива Москва | 2007            | 13     | 0      | 4      | 0      | -      | -      | 0      | 0      | 17     | 2      |
| Локомотива Москва | Укупно          | 278    | 95     | 28     | 11     | 2      | 1      | 62     | 17     | 370    | 124    |
| Сатурн Раменскоје | 2007            | 22     | 1      | 1      | 0      | -      | -      | -      | -      | 22     | 1      |
| Сатурн Раменскоје | 2008            | 15     | 1      | 2      | 0      | -      | -      | 1      | 0      | 27     | 4      |
| Сатурн Раменскоје | 2009            | 17     | 5      | 0      | 0      | -      | -      | -      | -      | 30     | 5      |
| Сатурн Раменскоје | 2010            | 6      | 0      | 0      | 0      | -      | -      | -      | -      | 38     | 13     |
| Сатурн Раменскоје | Укупно          | 53     | 7      | 3      | 0      | 0      | 0      | 1      | 0      | 57     | 7      |
| Локомотива Москва | 2010            | 13     | 1      | 0      | 0      | -      | -      | 2      | 0      | 15     | 2      |
| Локомотива Москва | 2011–12         | 30     | 3      | 2      | 0      | -      | -      | 3      | 0      | 35     | 6      |
| Локомотива Москва | 2012–13         | 0      | 0      | 1      | 0      | -      | -      | -      | -      | 1      | 0      |
| Локомотива Москва | Укупно          | 43     | 4      | 3      | 0      | 0      | 0      | 5      | 0      | 51     | 4      |
| Локомотива Москва | 2016–17         | 1      | 0      | 0      | 0      | -      | -      | -      | -      | 1      | 0      |
| Локомотива Москва | Укупно          | 1      | 0      | 0      | 0      | 0      | 0      | 0      | 0      | 1      | 0      |
| Каријера укупно   | Каријера укупно | 492    | 131    | 42     | 12     | 2      | 1      | 68     | 17     | 604    | 161    |

### Репрезентација
| Репрезентација | Репрезентација | Репрезентација |
| Година         | Наступ         | Голови         |
| -------------- | -------------- | -------------- |
| 2000           | 3              | 0              |
| 2001           | 0              | 0              |
| 2002           | 3              | 0              |
| 2003           | 5              | 0              |
| 2004           | 4              | 1              |
| 2005           | 7              | 1              |
| 2006           | 3              | 0              |
| Укупно         | 25             | 2              |

### Голови за репрезентацију
| Број | Датум              | Место одржавања                            | Противник | Гол | Резултат | Такмичење                               |
| ---- | ------------------ | ------------------------------------------ | --------- | --- | -------- | --------------------------------------- |
| 1    | 17. новембар 2004. | Стадион Кубан, Краснодар, Русија           | Естонија  | 4—0 | 4—0      | Квалификације за Светско првенство 2006 |
| 2    | 4. јун 2005.       | Стадион Петровски, Санкт Петербург, Русија | Летонија  | 2—0 | 2—0      | Квалификације за Светско првенство 2006 |

## Успеси
Локомотива Москва
- Премијер лига (2): 2002, 2004
- Куп (4): 1999—2000, 2000—01, 2006—07, 2016—17
- Супер куп (2): 2003, 2005